# Evangelischer Glockenturm Walbersdorf

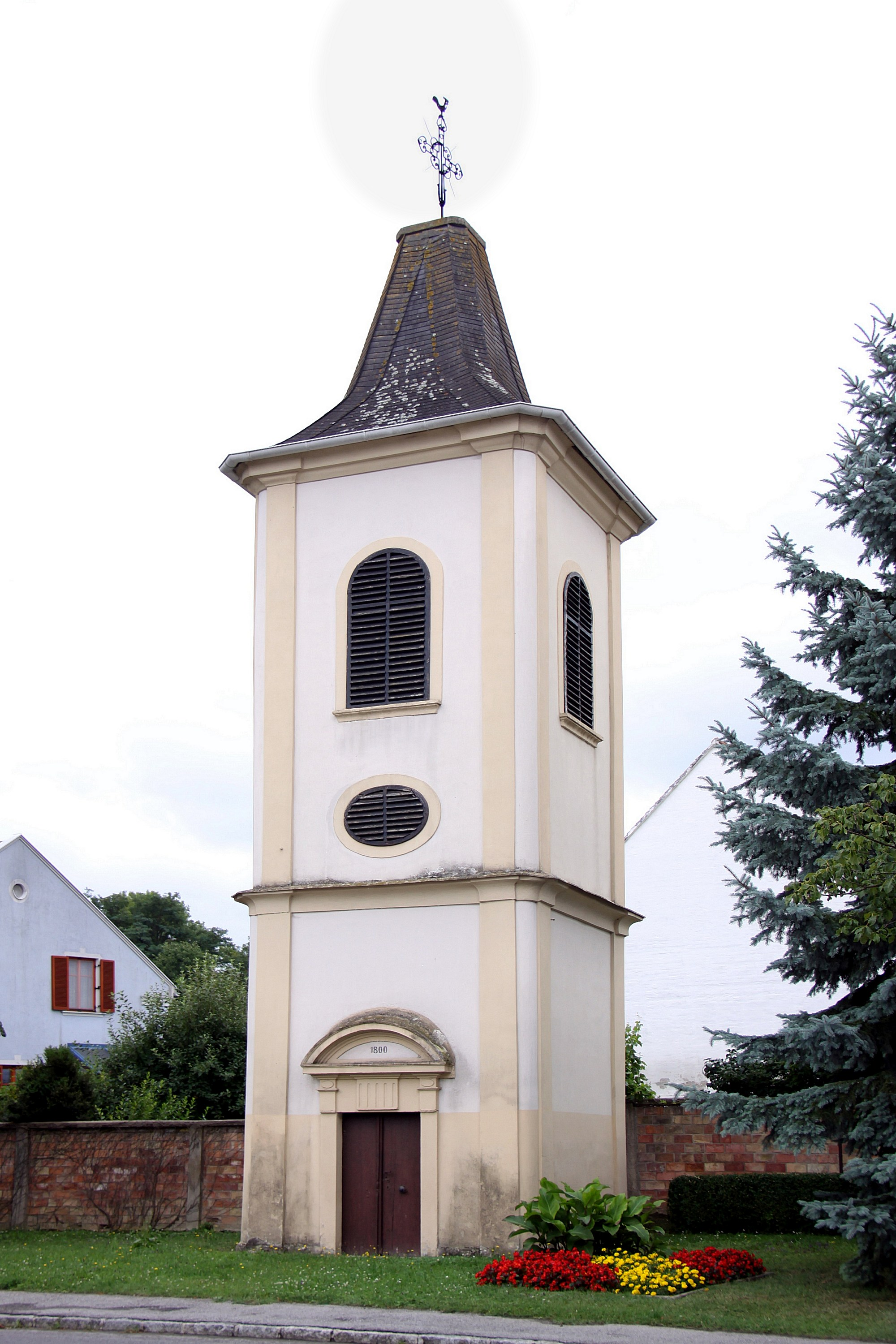
Evangelischer Glockenturm in Walbersdorf

Der Evangelische Glockenturm steht in der Berggasse im Nahebereich der katholischen Pfarrkirche Walbersdorf in Stadtteil Walbersdorf in der Stadtgemeinde Mattersburg im Burgenland. Der Glockenturm steht unter Denkmalschutz (Listeneintrag).

## Geschichte
Sein Ursprung liegt in einem Streit zwischen den Konfessionen um die Läuterechte im Jahr 1789. Das Läuten der Glocken war zu damaligen Zeiten wie auch heute noch bei Todesfällen unverzichtbar. Die Glocken von Walbersdorf waren aber früher im alleinigen Eigentum der katholischen Kirche.
Die evangelische Kirche beschloss daher, sich nicht länger von dem guten Willen der katholische Kirche abhängig zu machen. Es kam zu einer Aufteilung der Glocken. Zwei kleine Glocken mit insgesamt nicht ganz 80 kg wurden der evangelischen Gemeinde übergeben, die daraufhin im Jahr 1800 den freistehenden Turm gegenüber der katholischen Kirche errichtete. Es handelt sich um ein einfaches klassizistisches Bauwerk mit zwei Geschoßen über einem quadratischen Grundriss mit abgerundeten Ecken und einer Lisenengliederung. An der Ostseite befindet sich der Eingang, über dem ein halbrunder Giebel mit einem Feld einen hübschen Schmuck darstellt. In diesem Feld ist das Baujahr angegeben. Im oberen Geschoß gibt es rundbogige Schallfenster und auf der Ostseite ein kleines Ovalfenster. Ein geschweifter Pyramidenhelm über einem Kranzgesims schließt den Turm ab. Mit diesem Glockenturm konnten die Evangelischen nun für ihre Verstorbenen läuten, was zu damaligen Zeiten besonders wichtig war. Kurz nach der Errichtung neigte sich der Turm und steht seither schief. Noch heute ist der Glockenturm ein wichtiges Zeichen für die Evangelischen. Er demonstriert: „Es gibt uns hier und wir rufen zum Gebet!“
Es ist bis heute unklar, warum der Glockenturm schief steht. Man vermutet, dass die nahe Wulka ein Grund dafür ist. Der weiche Boden nahe dem Flusslauf dürfte nach dem Bau nachgegeben haben und vielleicht hat man auch das Fundament damals schlecht berechnet.1971/72 wurde der Turm umfangreich restauriert, im Jahr 2019 bekam der Turm einen neuen Anstrich. Ebenso wurden das Turmdach und die Turmfenster erneuert und frisch gestrichen.